# Ralph Näf
Ralph Näf (ur. 10 maja 1980 w Kirchbergu) – szwajcarski kolarz górski i przełajowy, wielokrotny medalista mistrzostw świata i Europy MTB.

## Kariera
Pierwszy sukces w karierze Ralph Näf osiągnął w 2002 roku, kiedy zdobył srebrny medal w cross-country w kategorii U-23 podczas mistrzostw świata MTB w Kaprun. W zawodach tych wyprzedził go jedynie Francuz Julien Absalon, a trzecie miejsce zajął Kanadyjczyk Ryder Hesjedal. W 2003 roku zdobył srebrny medal w sztafecie na mistrzostwach świata w Lugano, a na mistrzostwach Europy w Grazu był najlepszy indywidualnie i w sztafecie. Kolejne trzy medale zdobył w 2004 roku: srebrny w sztafecie na MŚ w Les Gets oraz złoty w tej samej konkurencji i brązowy indywidualnie na ME w Wałbrzychu. W 2004 roku wystąpił również na igrzyskach olimpijskich w Atenach, gdzie zajął szóste miejsce, najlepsze wśród Szwajcarów. Dwa lata później Näf zwyciężył w maratonie na mistrzostwach świata w Oisans oraz na mistrzostwach Europy w Limosano, gdzie ponadto wygrał w sztafecie, a indywidualnie był trzeci. Podczas mistrzostw świata w Fort William w 2007 roku zajął indywidualnie drugie miejsce, ulegając jedynie Absalonowi, a wyprzedzając swego rodaka Floriana Vogela. Nie wystąpił na igrzyskach w Pekinie w 2008 roku, ale za to był trzeci w cross-country na mistrzostwach świata w Val di Sole. Przegrał tam z dwoma innymi reprezentantami Szwajcarii: Christophem Sauserem i Florianem Vogelem. Rok później był najlepszy indywidualnie i drugi w sztafecie podczas ME w Zoetermeer. Sukcesami zakończyły się także jego starty w 2010 roku, kiedy reprezentacja Szwajcarii w składzie: Thomas Litscher, Ralph Näf, Roger Walder i Katrin Leumann zwyciężyła w sztafecie na MŚ w Mont-Sainte-Anne oraz ME w Hajfie. Ponadto Näf zdobył także złoty medal podczas mistrzostw Europy w maratonie w Montebelluna. Podobnie jak osiem lat wcześniej z igrzysk olimpijskich w Londynie wrócił bez medalu, tym razem kończąc rywalizację na osiemnastej pozycji. W tym samym roku zwyciężył w eliminatorze podczas mistrzostw świata w Leogang, a na mistrzostwach Europy w Moskwie był trzeci za Niemcem Moritzem Milatzem oraz Hiszpanem Sergio Mantecónem. Kilkakrotnie stawał na podium zawodów Pucharu Świata w kolarstwie górskim, jednak nigdy nie zajął miejsca na podium klasyfikacji generalnej.
Näf startuje także w wyścigach przełajowym jest między innymi dwukrotnym brązowym medalistą mistrzostw Szwajcarii.
W swojej karierze reprezentował teamy: GT-Smith (1998-1999), Wheeler-Mitsubishi (2000-2001), Koba (2002) i (2003-2012) Multivan Merida Biking Team. Obecnie reprezentuje barwy BMC Racing Team. Jego trenerzy to Thomas Schediwie i Linus Weber, menedżerem jest Rene Walker.